# Каменка (Жамбылская область)
Каменка (каз. Каменка) — село в Рыскуловском районе Жамбылской области Казахстана. Административный центр Каракыстакского сельского округа. Ближайшая ж.-д. станция — Луговое (18 км). Находится примерно в 11 км (по другим данным, около 15 км) к востоку от районного центра, села Кулан, на берегу р. Каракыстак во влажном агроклиматическом поясе. Почва тёмно-коричневая с ковыльно-полынной и кипчаковой растительностью на предгорье. Код КАТО — 315035100. По территории села проходит автомобильная дорога Алматы — Тараз.

## Население
В 1999 году население села составляло 2493 человека (1294 мужчины и 1199 женщин). По данным переписи 2009 года, в селе проживали 2454 человека (1232 мужчины и 1222 женщины).